# Język baktryjski
Język baktryjski – wymarły język zaliczany do południowej podgrupy języków wschodnioirańskich, używany w starożytności na terenie Baktrii. Zapisywany był alfabetem greckim, wprowadzonym na tym obszarze w czasie podbojów Aleksandra Macedońskiego. Należał do rodziny języków indoeuropejskich.